# Pető Imre

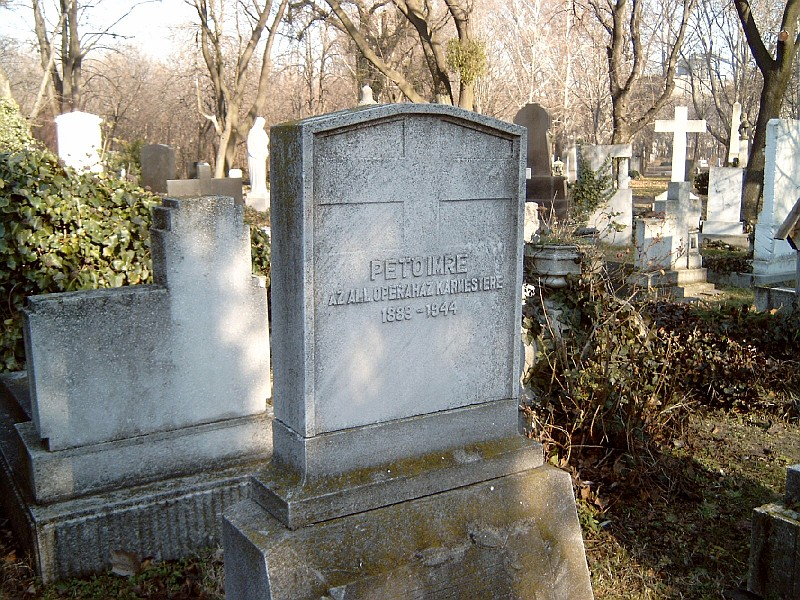
Pető Imre karmester, zeneszerző sírja a Kerepesi temetőben

Pető Imre (Keszthely, 1883. március 29. – Budapest, 1944. május 22.) magyar karmester, zeneszerző, zenetanár.

## Életpályája
Pető Vilmos és Breyer Szidónia fiaként született. Mérnöknek tanult, de később a zenei pályára lépett. Tanulmányait a Zeneművészeti Főiskolán végezte; Koessler János, Herzfeld Viktor és Thomán István tanítványaként. Harmadéves növendékként a bayreuthi Wagner-ösztöndíj nyertese volt. Berlinben Engelbert Humperdinck, Nikisch Artúr és Lilli Lehmann tanítványa volt. Berlinben és Stuttgartban karmesterként dolgozott. 1911-ben felvették a Sas szabadkőműves páholyba. 1913–1920 között Kerner István meghívására a Magyar Állami Operaház korrepetitora, 1920–1944 között karmestere lett. 1920-tól a Nemzeti Zenede tanára is volt.
Felesége Hajós (Schwarz) Erzsébet (1889. május 13.–?) opera-énekesnő, énektanár volt, akivel 1916. december 17-én Budapesten, a Terézvárosban kötött házasságot. 1919. október 18-án mindketten áttértek a római katolikus hitre.
Sírja a Fiumei úti sírkertben található (34-5-36).

## Könyvei
- A hangképzés története (Budapest, 1929)
- A képzőművészeti és zenei stílusok párhuzamos fejlődése és egymásra hatása (Budapest, 1929)